# تشابي موليا
تشابي موليا (بالفرنسية: Xabi Molia)‏ (و. 1977  م) هو كاتب سيناريو، وكاتب، ومخرج أفلام فرنسي، ولد في بايون.

## وصلات خارجية
- تشابي موليا على موقع IMDb (الإنجليزية)
- تشابي موليا على موقع ألو سيني (الفرنسية)
- تشابي موليا على موقع أول موفي (الإنجليزية)
- تشابي موليا على موقع قاعدة بيانات الأفلام السويدية (السويدية)
- تشابي موليا على موقع قاعدة بيانات الفيلم (الإنجليزية)
- تشابي موليا على موقع كينوبويسك (الروسية)